# شصتمین دوره جوایز هنری بکسانگ
شصتمین جوایز هنری بکسانگ (انگلیسی: 60th Baeksang Arts Awards; کره‌ای: 제60회 백상예술대상) مراسم اهدای جوایزی است که در ۷ مه ۲۰۲۴ در سئول، کره جنوبی ساعت ۱۷:۰۰ (کی‌اس‌تی) برگزار شد. این مراسم به میزبانی شین دونگ یوپ، به سوزی و پارک بو گوم است. این مراسم به صورت همزمان از جی‌تی‌بی‌سی، جی‌تی‌بی‌سی تو و جی‌تی‌بی‌سی فور پخش شد.
نامزدها در ۸ آوریل ۲۰۲۴ از طریق وبگاه رسمی اعلام شدند. تمام آثار منتشر شده بین ۱ آوریل ۲۰۲۳ تا ۳۱ مارس ۲۰۲۴ واجد شرایط نامزدی هستند.

## نامزدها
نامزدها در وبگاه رسمی در فهرست زیر معرفی شدند.

### فیلم
| جایزه بزرگ | جایزه بزرگ |                                                                                  |
| --- | --- | -------------------------------------------------------------------------------- |
| ن/م | |                                                                                  |
| بهترین فیلم | بهترین کارگردان |                                                                                  |
| - تار عنکبوت - نوریانگ - بهار در سئول - آرمان‌شهر بتنی - اکسهوما | - کیم سونگ سو – بهار در سئول - کیم هان مین – نوریانگ - ریو سونگ-وان – قاچاقچی‌ها - اوم ته هوا – آرمان‌شهر بتنی - جانگ جه هیون – اکسهوما                                                                                                   |                                                                                  |
| بهترین کارگردان تازه‌کار | بهترین بازیگر مرد |                                                                                  |
| - کیم چانگ هون – ناامید - پارک یونگ جو – همشهری‌ها - جیسون یو – خواب - لی جونگ هونگ – A Wild Roomer - چو هیون چول – The Dream Songs | - کیم یون سوک – نوریانگ در نقش یی سون شین - لی بیونگ هون – آرمان‌شهر بتنی در نقش یونگ تاک - جونگ وو سونگ – بهار در سئول در نقش لی ته شین - چوی مین شیک – اکسهوما در نقش کیم سانگ دوک - هوانگ جونگ مین – بهار در سئول در نقش چون وو گوانگ |                                                                                  |
| بهترین بازیگر زن | بهترین بازیگر نقش مکمل مرد |                                                                                  |
| - کیم گو اون – اکسهوما در نقش هوا ریم - را می ران – همشهری‌ها در نقش کیم دوک هی - یوم جونگ آه – قاچاقچی‌ها در نقش اوم جین سوک - لی هانی – کشتن عشق در نقش هوانگ یو ره - جونگ یو می – خواب در نقش سو جین                                       | - کیم جونگ سو – قاچاقچی‌ها در نقش لی جانگ چون - پارک گون هیونگ – پیک‌نیک در نقش جونگ ته هو - پارک جونگ مین – قاچاقچی‌ها در نقش جانگ دو ری - سونگ جونگ کی – ناامید در نقش چی گون - یو هه جین – اکسهوما در نقش یونگ گون                      |                                                                                  |
| بهترین بازیگر نقش مکمل زن | بهترین بازیگر تازه‌کار مرد |                                                                                  |
| - کیم سون یونگ – آرمان‌شهر بتنی در نقش گوم ئه - یوم جونگ آه – بیگانه: بازگشت به آینده در نقش هوگ سول - یوم هه ران – همشهری‌ها در نقش بونگ ریم - لی سانگ هی – نام من لو کی وان است در نقش سون جو - کریستال جونگ – تار عنکبوت در نقش هان یو ریم | - کیم سون هو – نجیب‌زاده در نقش نجیب‌زاده - کیم یونگ سونگ – Big Sleep در نقش کی یونگ - لی دو-هیون – اکسهوما در نقش بونگ گیل - جو جونگ هیوک – Iron Mask در نقش کیم جه وو - هونگ سا بین – ناامید در نقش یون گیو                             |                                                                                  |
| بهترین بازیگر تازه‌کار زن | بهترین فیلم‌نامه |                                                                                  |
| - گو مین شی – قاچاقچی‌ها در نقش گو اوک بون - بی‌بی – ناامید در نقش هایان - مون سونگ آه – The Hill of Secrets در نقش میونگ اون - اوه وو ری – Hail to Hell در نقش نا می - لیم سون وو – Ms. Apocalypse در نقش یو جین                             | - پارک جونگ یه – کشتن عشق - جیسون یو – خواب - لی جی اون – The Hill of Secrets - جانگ جه هیون – اکسهوما - هونگ این پیو، هونگ وون چان، لی یونگ جونگ، کیم سونگ سو – بهار در سئول                                                           |                                                                                  |
| بهترین دستاورد فنی | Gucci Impact Award |                                                                                  |
| - کیم بیونگ این (Sound) – اکسهوما - لی مو گه (سینماتوگرافی) – بهار در سئول - جونگ یی جین (Art direction) – تار عنکبوت - جین جونگ هیون (VFX) – ماه - هوانگ هو کیونگ (SFX make-up) – بهار در سئول                                             | - The Dream Songs - Greenhouse - The Hill of Secrets - Ms. Apocalypse - همشهری‌ها | - The Dream Songs - Greenhouse - The Hill of Secrets - Ms. Apocalypse - همشهری‌ها |

#### فیلم‌ها با چند نامزدی
فیلم‌های زیر چندین بار نامزد دریافت جایزه شدند:
| نامزدها | فیلم‌ها              |
| ------- | ------------------- |
| ۸       | اکسهوما             |
| ۷       | بهار در سئول        |
| ۵       | قاچاقچی‌ها           |
| ۴       | همشهری‌ها            |
| ۴       | آرمان‌شهر بتنی       |
| ۴       | ناامید              |
| ۳       | تار عنکبوت          |
| ۳       | نوریانگ             |
| ۳       | خواب                |
| ۳       | The Hill of Secrets |
| ۲       | کشتن عشق            |
| ۲       | Ms. Apocalypse      |
| ۲       | The Dream Songs     |

### تلویزیون
| جایزه بزرگ | جایزه بزرگ |
| --- | --- |
| ن/م | |
| بهترین درام | بهترین برنامه سرگرمی |
| - مامان بد (جی‌تی‌بی‌سی) - محرک (دیزنی پلاس) - از گور برخاسته (اس‌بی‌اس) - عزیزترینم (ام‌بی‌سی) - دوز روزانه آفتاب (نتفلیکس) | - I Am Solo (اس‌بی‌اس پلاس، ئی‌ان‌ای) - The Community (ویو) - A Clean Sweep (جی‌تی‌بی‌سی) - Adventure By Accident 2 (ام‌بی‌سی) - Pinggyego (دون‌دون) |
| بهترین برنامه آموزشی | بهترین کارگردان |
| - Whales and I (اس‌بی‌اس) - Population Planning – Ultra-Low Birth Rate (ئی‌بی‌اس ۱) - Japanese Person Ozawa (کی‌بی‌اس ۱) - There Is No Sustainable Earth (کی‌بی‌اس ۱) - 1980, Lochon and Chauvel (کی‌بی‌اس ۱)                                                   | - پارک این جه – محرک - لی میونگ وو – روزی روزگاری بچگی - لی چانگ هی – پارادوکس قاتل - جونگ جی هیون – دروغ‌های پنهان در باغچه من - هان دونگ ووک – بدترین شیطان                                                                                          |
| بهترین فیلم‌نامه | بهترین دستاورد فنی |
| - کانگ فول – محرک - کیم اون هی – از گور برخاسته - به سه یونگ – مامان بد - لی نام گیو، کیپ دا هی – دوز روزانه آفتاب - لیم ده هیونگ، جون گو وون – ال‌تی‌ان‌اس                                                                                              | - کیم دونگ شیک، ایم وان هو (Cinematography) – Whales and I - یانگ هو سام، پارک جی وون (Art direction) – از گور برخاسته - لی سوک گون (Costume design) – جنگ گوریو–خیتان - لی سونگ کیو (VFX) – محرک - ها جی هی (Art direction) – دلال ازدواج            |
| بهترین بازیگر مرد | بهترین بازیگر زن |
| - کیم سو هیون – ملکهٔ اشک در نقش بک هیون وو - نام گونگ مین – عزیزترینم در نقش لی جانگ هیون - ریو سونگ ریونگ – محرک در نقش جانگ جو وون - یو یون سوک – روز شانس خونین در نقش گوم هیوک سو - ایم شی‌وان – روزی روزگاری بچگی در نقش جانگ بیونگ ته            | - را می ران – مامان بد در نقش جین یونگ سون - آن اون جین – عزیزترینم در نقش یو گیل چه - اوم جونگ هوا – دکتر چا در نقش چا جونگ سوک - لی هانی – شکوفه شب در نقش جو یو هوا - لیم جی یون – دروغ‌های پنهان در باغچه من در نقش چو سانگ اون                    |
| بهترین بازیگر مرد مکمل | بهترین بازیگر زن مکمل |
| - ریو کیونگ سو – میراث خانوادگی در نقش کیم یونگ هو - آن جه هونگ – دختر نقاب‌دار در نقش جو اوه نام - لی یی کیونگ – با شوهرم ازدواج کن در نقش پارک مین هوان - لی هی جون – پارادوکس قاتل در نقش سونگ چون - جی سونگ هیون – جنگ گوریو–خیتان در نقش یانگ گیو | - کانگ مال گوم – مامان بد در نقش جونگ گوم جا - شین دونگ می – به سامدالری خوش آمدید در نقش چو جین دال - یوم هه ران – دختر نقاب‌دار در نقش کیم کیونگ جا - لی جونگ اون – روز شانس خونین در نقش هوانگ سون کیو - جو مین کیونگ – پشت لمس تو در نقش به اوک هی |
| بهترین بازیگر مرد تازه‌کار | بهترین بازیگر زن تازه‌کار |
| - کیم یو هان – پارادوکس قاتل در نقش رو بین - لی شی وو – روزی روزگاری بچگی در نقش جونگ گیونگ ته - لی شین کی – بدترین شیطان در نقش سو جونگ ریول - لی جونگ ها – محرک در نقش کیم بونگ سوک - لی جونگ وون – شکوفه شب در نقش پارک سو هو                      | - گو یون جونگ – محرک در نقش جانگ هی سو - بی‌بی – بدترین شیطان در نقش لی هه ریون - جون یو نا – روز آدم‌ربایی در نقش چوی رو هی - لی یی دام – دوز روزانه آفتاب در نقش مین دول ره - لی هان بیول– دختر نقاب‌دار در نقش کیم مو می                              |
| بهترین مجری ورایتی مرد | بهترین مجری ورایتی زن |
| - کی آن - نا یونگ سوک - یو جه سوک - کالم داون من - تاک جه هون | - کیم سوک - آن یو جین - لی سو جبن - جانگ دو یون - هونگ جین کیونگ |

#### برنامه‌های تلویزیونی با چند نامزدی
برنامه‌های تلویزیونی زیر چندین بار نامزد دریافت جایزه شدند:
| نامزدها | برنامه‌های تلویزیونی       |
| ------- | ------------------------- |
| ۷       | محرک                      |
| ۴       | مامان بد                  |
| ۳       | پارادوکس قاتل             |
| ۳       | روزی روزگاری بچگی         |
| ۳       | دوز روزانه آفتاب          |
| ۳       | دختر نقاب‌دار              |
| ۳       | عزیزترینم                 |
| ۳       | از گور برخاسته            |
| ۳       | بدترین شیطان              |
| ۲       | روز شانس خونین            |
| ۲       | شکوفه شب                  |
| ۲       | جنگ گوریو–خیتان           |
| ۲       | دروغ‌های پنهان در باغچه من |
| ۲       | Whales and I              |

### جوایز ویژه
رأی‌گیری برای جایزه محبوبیت Prizm از ۲۵ آویل ساعت ۱۲:۰۰ (کی‌اس‌تی) تا ۴ مه ساعت ۱۴:۰۰ (کی‌اس‌تی) در اپ Prizm برگزار شد.